# White Star Line
De White Star Line of Oceanic Steam Navigation Company was een rederij uit Engeland, vooral bekend vanwege de Titanic   die onder de vlag van deze rederij voer en op haar eerste reis zonk.

## Oorsprong

White Star-vlag

De White Star Line (WSL) werd in 1845 in Liverpool als White Star Line of Boston Packets opgericht door John Pilkington en Henry Wilson. De vloot van de rederij bestond uit zeilschepen en vanaf 1863 ook uit stoomschepen.
In 1867 ging de rederij failliet en werd voor 1.000 pond sterling opgekocht door Thomas Ismay, directeur van de Britse National Line. Hij nam naam, logo en imago van de failliete originele White Star Line over met als doel met grote passagiersschepen de Atlantische oversteek te gaan maken. Door een overeenkomst te sluiten met de scheepswerf Harland and Wolff kon hij een nieuwe vloot stoomschepen bouwen. De schepen van de White Star Line kregen namen die allemaal op -ic eindigden, zoals Oceanic, Baltic en Atlantic. In maart 1871 vertrok als eerste de Oceanic uit Liverpool, met een bestemming in Noord-Amerika. Later werden extra diensten opgenomen, waaronder naar Australië en Nieuw-Zeeland. In 1899 liet Ismay de Oceanic II bouwen, volgens velen een van de mooiste stoomschepen uit de negentiende eeuw. Met dit schip besloot de WSL zich voortaan niet te richten op de snelst mogelijke overtocht maar op zo veel mogelijk comfort voor de passagiers. Hiermee werd tevens het verbruik van kolen binnen de perken gehouden.

## Titanic, Britannic en Olympic
De belangrijke rivaal van de WSL was de Cunard Line. Om te concurreren met de populaire vlaggenschepen van Cunard, de Lusitania en de Mauretania, bestelde Ismay in 1907 een drietal nieuwe schepen bij de scheepswerf van Harland and Wolff. De schepen moesten (in volgorde van bouwen) Olympic, Titanic en Britannic gaan heten en door hun buitengewoon luxueuze inrichting passagiers bij Cunard weglokken. Na de ramp met de Titanic werd de Olympic aangepast en de Britannic opnieuw ontworpen, gebouwd. De Titanic en de Britannic kwamen ongelukkig en vroegtijdig aan hun eind, de Olympic daarentegen bleef 25 jaar lang succesvol in de vaart.

## Fusie
In 1902 werd de rederij overgenomen door de Amerikaanse International Mercantile Marine Company. In 1926 kwam de rederij weer in Britse handen met de overname door de Royal Mail Steam Packet Company. In 1933 waren zowel de WSL als de Cunard Line in grote financiële problemen door de Grote Depressie, teruglopende passagiersaantallen en de hoge gemiddelde leeftijd van de vloot. De Britse regering stemde toe hulp aan beide bedrijven te bieden, onder voorwaarde dat zij gefuseerd verder zouden gaan. De overeenkomst werd op 30 december 1933 getekend. Samen gingen de bedrijven verder onder de naam Cunard White Star Line. Toen eind jaren veertig  Cunard alle aandelen in de rederij in handen kreeg, werd de naam echter weer veranderd in Cunard Line.

## Vloot

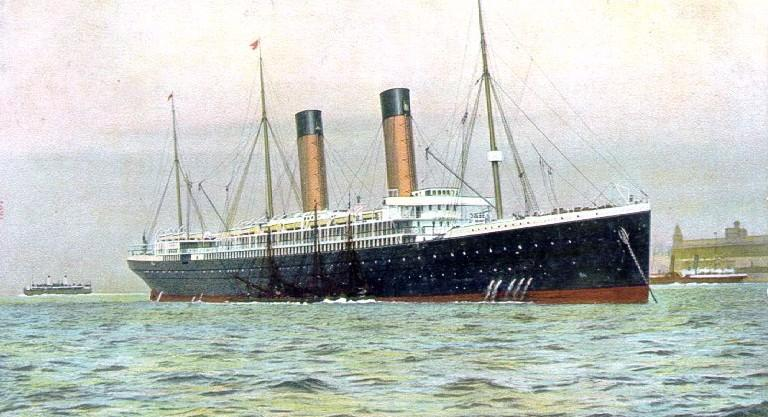
Oceanic, het tweede schip met deze naam

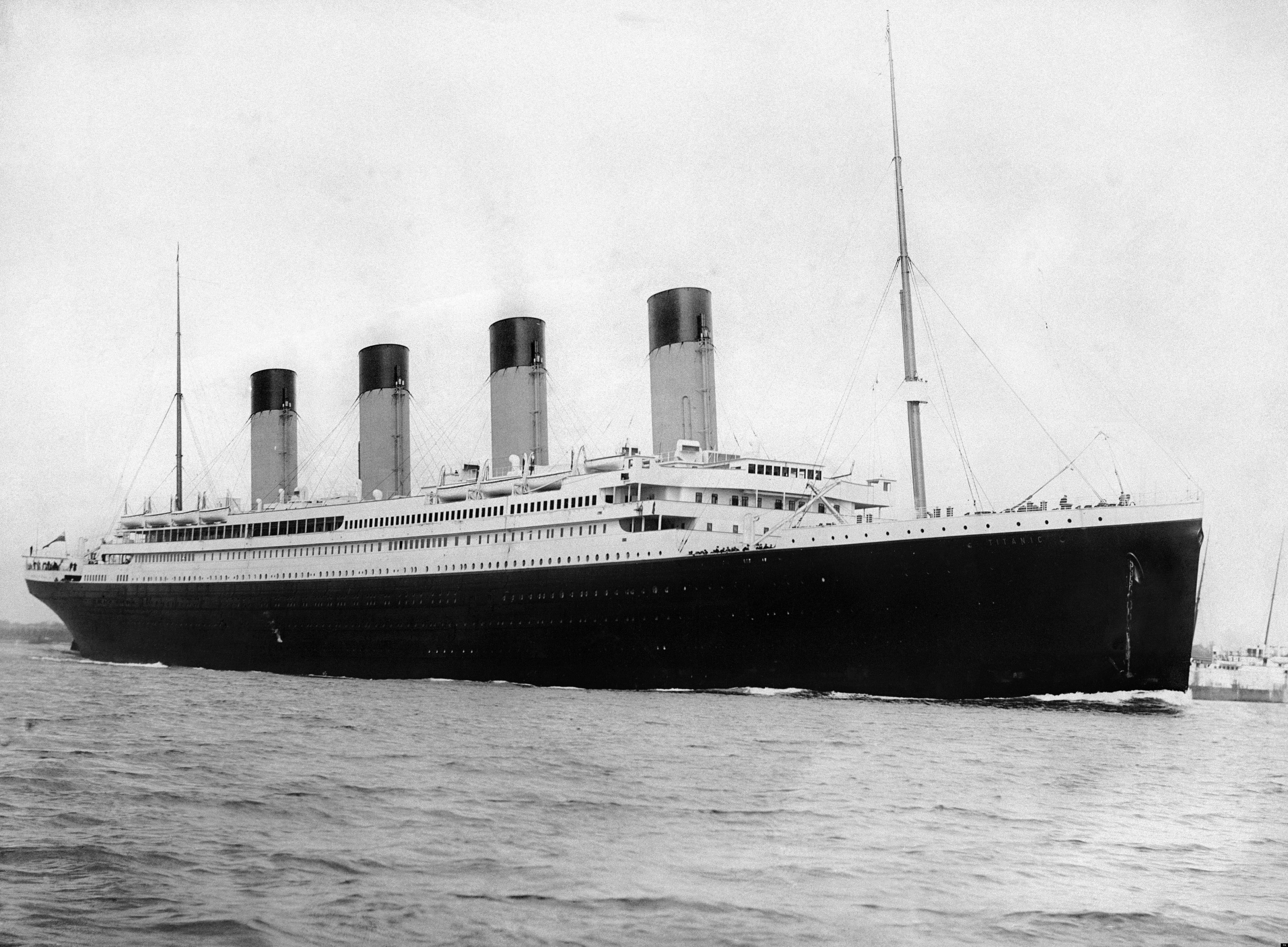
Titanic

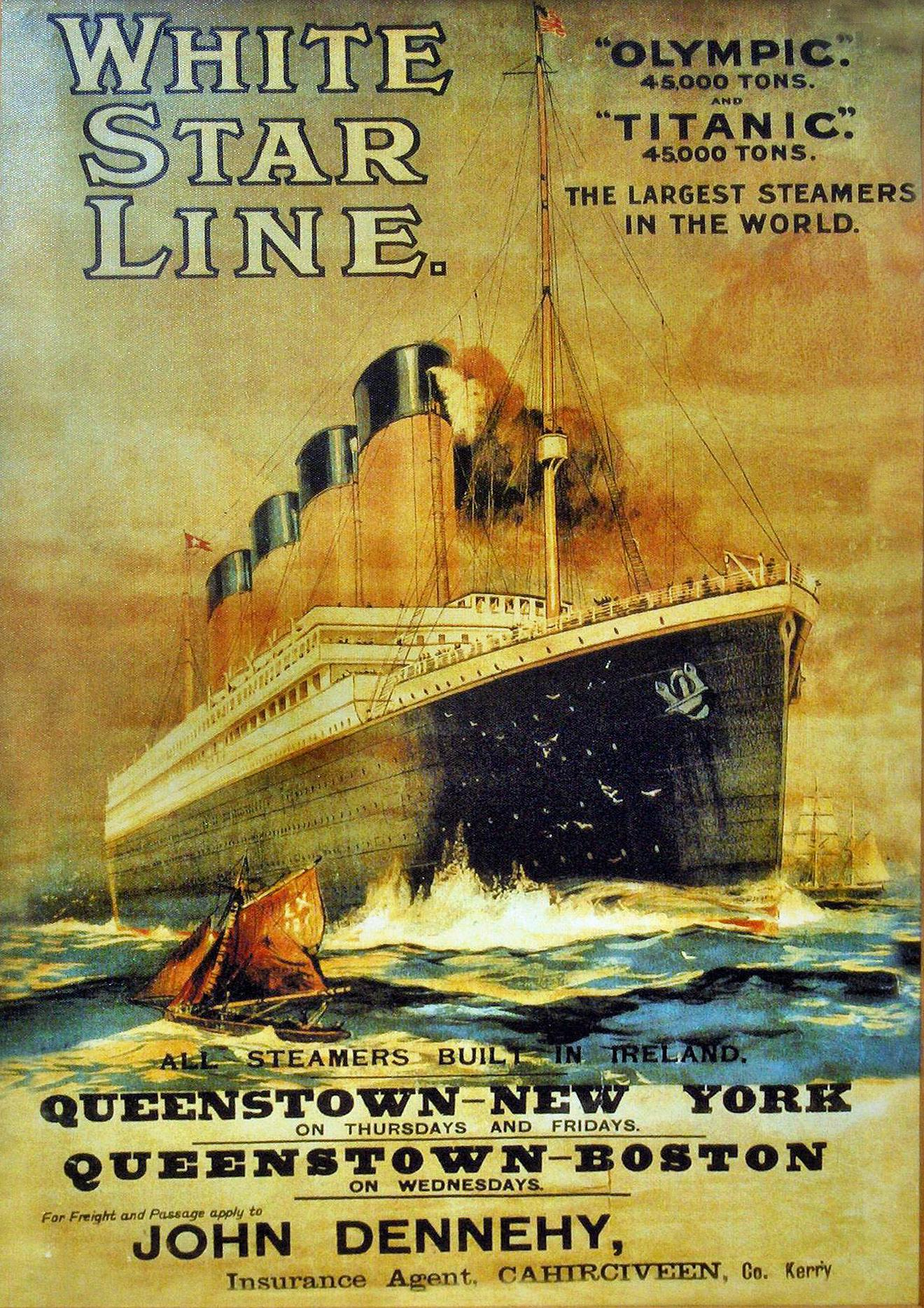
Advertentieposter uit 1912

### White Star of Boston Packets, 1845-1869
- Red Jacket, 1845
- White Star
- Ellen
- Sirius
- Royal Standard
- Tayleur, 1854

### White Star Line/Oceanic Steam Navigation Company, 1869-1933
- Oceanic (I), 1871
- Atlantic, 1871
- Baltic I, 1871
- Tropic I, 1872
- Republic I, 1872
- Adriatic I, 1872
- Celtic I, 1872
- Traffic I, 1872
- Belgic I, 1872
- Asiatic, 1873
- Gaelic I, 1873
- Britannic I, 1874
- Germanic I, 1875
- Arabic I, 1881
- Coptic, 1881
- Ionic I, 1883
- Doric I, 1883
- Belgic II, 1885
- Gaelic II, 1885
- Cufic I, 1885
- Runic I, 1889
- Teutonic, 1889
- Majestic I, 1890
- Nomadic I, 1891
- Tauric, 1891
- Magnetic, 1891
- Naronic, 1892
- Bovic, 1892
- Gigantic I (nooit afgebouwd), 1892
- Gothic, 1893
- Cevic, 1894
- Pontic, 1894
- Georgic I, 1895
- Delphic I, 1897
- Cymric, 1898
- Afric, 1899
- Medic, 1899
- Oceanic II, 1899
- Gigantic II (Olympic II, nooit afgebouwd), 1899
- Runic II, 1900
- Suevic, 1901
- Celtic II, 1901
- Athenic, 1902
- Corinthic, 1902
- Ionic II, 1902
- Nordic, 1902
- Cedric, 1903
- Victorian, 1903[1]
- Armenian, 1903[1]
- Arabic II, 1903
- Romanic, 1903[1]
- Cretic, 1903
- Republic II, 1903[1]
- Canopic, 1903[1]
- Cufic II, 1904
- Baltic II, 1904
- Tropic II, 1904
- Gallic, 1907
- Adriatic II, 1907
- Laurentic I, 1909
- Megantic, 1909
- Olympic II, 1911
- Zeeland, 1910[1]
- Nomadic II, 1911
- Traffic II, 1911
- Belgic III, 1911
- Zealandic, 1911
- Titanic, 1912
- Ceramic, 1912
- Ceric (nooit afgebouwd), 1913
- Germanic II (nooit afgebouwd), 1913
- Vaderland (Southland), 1914[1]
- Lapland, 1914[1]
- Britannic II, 1915
- Belgenland (Belgic IV), 1917
- Vedic, 1918
- Bardic, 1919
- Gallic, 1920
- Mobile, 1920[1]
- Arabic III, 1920
- Homeric (oorlogsbuit), 1920
- Haverford, 1921[1]
- Poland, 1922[1]
- Majestic II (oorlogsbuit), 1922
- Pittsburgh, 1922[1]
- Doric II, 1923
- Oceanic III (nooit afgebouwd)
- Delphic II, 1925
- Regina[1]
- Albertic, 1927
- Calgaric, 1927
- Laurentic II, 1927
- Britannic III, 1930
- Georgic II, 1932